# Kampong Teungoh
Kampong Teungoh is een bestuurslaag in het regentschap Nagan Raya van de provincie Atjeh, Indonesië. Kampong Teungoh telt 267 inwoners (volkstelling 2010).